# Palacio del Obispo (Galveston)
El palacio del Obispo (en inglés: Bishop's Palace; también conocido como el Castillo de Gresham) es una ornamentada casa de estilo victoriano, ubicada en Broadway y la calle 14 en el East End, un distrito histórico de Galveston, Texas, en Estados Unidos.
El Instituto estadounidense de Arquitectos ha enumerado el hogar como uno de los 100 edificios más importantes en los Estados Unidos, y la Biblioteca del Congreso lo ha clasificado como una de los catorce estructuras victorianas más representativas de esa nación.
La casa fue construida entre 1887 y 1893 por el arquitecto de Galveston, Nicholas J. Clayton para el abogado y político Walter Gresham. En 1923 la diócesis católica de Galveston compró la casa, que está situada al otro lado de la calle de la Iglesia del Sagrado Corazón, sirviendo en ese entonces como residencia para el obispo Christopher E. Byrne.